# Pergalumna curva
Pergalumna curva är en kvalsterart som först beskrevs av Ewing 1907.  Pergalumna curva ingår i släktet Pergalumna och familjen Galumnidae.

## Underarter
Arten delas in i följande underarter:
- P. c. curva
- P. c. ventralis